# Ústava Estonské republiky

Státní znak Estonska

Ústava Estonské republiky (estonsky: Eesti Vabariigi põhiseadus) je ústava Estonska. Definuje státní řád jako demokratický a republikánský, nejvyšší moc je svěřena občanům republiky. První ústava byla přijata svobodně zvoleným estonským ústavodárným shromážděním 15. června 1920 a vstoupila v platnost 21. prosince 1920. Výrazně pozměněna byla 24. ledna 1934. V této pozměněné podobě byla v platnosti až do přijetí druhé ústavy 1. ledna 1938. Ta zůstala v platnosti de facto do 16. června 1940, kdy bylo Estonsko obsazeno Sovětským svazem, de iure do 28. června 1992, kdy byla referendem přijata třetí a současná Ústava Estonské republiky.

## Vývoj
První estonská ústava počítala s vysoký stupněm veřejné iniciativy a velkou roli přisoudila prvkům přímé demokracie, zejména referendu. Dokument byl zároveň radikálně parlamentní a poskytoval jednokomorovému parlamentu značnou převahu nad exekutivou a soudní mocí, což mj. vedlo k nestabilitě a častým změnám vlády. Brzy se tak objevily pokusy ústavu přepracovat. V referendu konaném v roce 1932 voliči odmítli dva navrhované návrhy nové ústavy, ale ústavní dodatek navržený krajně pravicovou estonskou Ligou veteránů z války za nezávislost (hnutí Vaps) byl přijat v referendu v roce 1933 a vstoupil v platnost 24. ledna 1934. Tento dodatek, který udělil široké pravomoci "státnímu staršímu" (funkce kombinující pravomoci premiéra a prezidenta) a zároveň zmenšil velikost a snížil moc parlamentu, měl tak obrovský dopad na vládní systém, že je často mylně považován za novou ústavu ("ústava z roku 1934"). Státní starší měl podle této úpravy pravomoc vydávat dekrety se silou zákona. Aby zabránil hnutí Vaps dostat se k moci, Konstantin Päts provedl nekrvavý státní převrat 12. března 1934 a uzurpoval veškerou moc. Päts nicméně naléhal na přijetí nové ústavy, která by odstranila nebezpečné prvky z ústavy první. 
V roce 1936 referendum schválilo vytvoření Národního shromáždění, které mělo tuto novou ústavu připravit. Nová ústava vstoupila v platnost 1. ledna 1938, vytvořila dvoukomorové Národní shromáždění složené z Poslanecké sněmovny a Národní rady. Národní rada (horní komora), která měla přezkoumávat a ratifikovat legislativu Poslanecké sněmovny, se skládala ze zástupců samosprávy, odborných orgánů a vysokých úředníků. Poslanecká sněmovna (dolní komora) byla volena přímo občany. Hlava státu dostala titul „prezident“. Ten již nebyl přímo volen lidmi, ale volebním kolegiem skládajícím se ze zástupců obou komor Národního shromáždění a dalších zástupců místní správy. Prezident měl poměrně široké pravomoci (včetně pravomoci vetovat legislativu schválenou parlamentem), ale byl poněkud méně silný než "státní starší" podle dodatků z roku 1934.
Nová „ústava“ ve stalinském stylu byla ilegálně zavedena 25. srpna 1940 loutkovou vládou podporovanou Sověty. Nebyla schválena referendem, jak vyžadovala ústava z roku 1938. Dokument byl založen na sovětské ústavě z roku 1936. Tato ústava byla nahrazena jinou komunistickou ústavou v roce 1978, vycházející ze sovětské ústavy z roku 1977. 
Současná ústava byla přijata po referendu dne 28. června 1992. Zahrnuje prvky ústav z let 1920 a 1938. I když zachovává prezidentský úřad vytvořený v roce 1938, obnovuje jednokomorový zákonodárný sbor zřízený v roce 1920. Výslovně prohlašuje kontinuitu s estonským státem, jež existoval v letech 1920 až 1940, a poskytuje tak restituční základ pro nezávislost Estonska. Stejně jako ústava z roku 1920 i třetí ústava prezidentovi propůjčuje převážně ceremoniální funkce. Vládu vede předseda vlády. V roce 2003 musela být ústava pozměněna, aby Estonsko mohlo vstoupit do Evropské unie.
V preambuli třetí ústavy se píše: "S neochvějnou vírou a pevnou vůlí posilovat a rozvíjet stát, který je založen na neporušitelném právu estonského lidu na národní sebeurčení, a který byl vyhlášen 24. února 1918, stát, který je založen na svobodě, spravedlnosti a právu, který bude chránit vnitřní a vnější mír a je příslibem současných i budoucích generací pro jejich sociální pokrok a blaho, který zaručí zachování estonského národa, jazyka a kultury v průběhu věků, lid Estonska na základě § 1 ústavy, která vstoupila v platnost v roce 1938, a referenda konaného dne 28. června 1992 přijal následující ústavu."